# オーベルヴィリエ
オーベルヴィリエ （Aubervilliers）は、フランス、イル・ド・フランス地域圏、セーヌ＝サン＝ドニ県の都市。パリの北側に位置する。

## 地理

### 位置

パリ周辺の地図。赤く示されているのがオーベルヴィリエ。

パリの北に位置し、サン＝ドニ運河が街の西側を南北に横切る。

### 隣接自治体
- 東　パンタン
- 西　サン＝ドニ
- 南　パリ18区、パリ19区
- 北　ラ・クールヌーヴ

### 地名の由来
最も古い記録は、1059年のAlbertivillareという名称である。Villiersは、ラテン語のヴィラ（villa）や「農場」（ferme） や「村」（village）などから派生した言葉である。そのため、この地は、メロヴィング朝、カロリング朝の間は農業地帯であったと推測される。Albertの部分は、ゲルマン語の人名Adalbertusが変化したもので、その後、より一般的なAubertへと変わっていった。このゲルマン語は、ノルマン人の名からきたのではないかとされる。

## 歴史
長い間、オーベルヴィリエは農民たちが暮らす土地であった。
1821年5月13日、サン＝ドニ運河が開削される。1843年、パリ防衛の一環として、ティエールの城壁から少し離れたこの地にオーベルヴィリエ要塞（fort d'Aubervilliers）が建設され、その敷地はオーベルヴィリエに併合された。19世紀半ば、産業革命の波と拡張したパリは、隣接するオーベルヴィリエの状況を一変させ、工業地帯が運河沿いに造られた。1870年のパリ攻囲戦の期間中、オーベルヴィリエの行政機能は、パリのストラスブール大通り20番地に避難した。1877年に路面電車が市内に到達した。
19世紀終わりには、小さな街の運命は、発生期の工業化社会に既に組み込まれていた。
ベルギー、アルザス、ロレーヌ、ブルターニュ、スペイン、イタリアからの労働者が次から次へ首都よりも家賃の安い郊外のこの地へとやって来た。この70か国以上に及ぶ多種多様な混交は、この街の歴史を特徴付けることになった。
オーベルヴィリエとパンタンとの境界付近にあるキャトル・シュマン地区は、1866年に設置されたガラス工房で働くためにやって来たプロイセン人の移民が多かったため、侮蔑的に« la Petite Prusse »（小プロイセン）と呼ばれた。この地区の民族的アイデンティティは、19世紀末に、地区の独立を求めるまでに至らせたが、実現することはなかった。
1970年1月1日、5人のアフリカ人労働者が暖房の不備による酸欠で死亡した。この事件は高い衆目を集め、移民たちの住環境について議論が行われた。1月10日に行われた葬儀は私的であったにもかかわらず、アルジェリア生まれの作家カテブ・ヤシン、ジャン・ポール・サルトル、ミシェル・ロカールといった著名人や、ゴーシュ・プロレタリアンヌ（fr）の人々が参加した。2日後には、オーベルヴィリエのスラムをジャック・シャバン＝デルマス首相が訪問した。
1970年には、パリメトロ7号線のフォール・ドーベルヴィリエ駅及びオーベルヴィリエ＝パンタン＝キャトル・シュマン駅が開業した。

## 交通
- 鉄道 
  - パリメトロ7号線フォール・ドーベルヴィリエ駅及びオーベルヴィリエ＝パンタン＝キャトル・シュマン駅
  - パリメトロ12号線フロン・ポピュレール駅（サン＝ドニとの境界付近の同コミューン側にある。）
  - RER B線ラ・クールヌーヴ＝オーベルヴィリエ駅（ラ・クールヌーヴとの境界から約1km同コミューン側にある。）及びラ・プレンヌ＝スタッド駅（サン＝ドニとの境界付近の同コミューン側にある。）
- 道路 - A1、A86

## 経済
オーベルヴィリエにある企業の25%が中小企業である。一方で化学工業のロディア、サンゴバン、公営企業としてOrange、DILA（fr）、ラ・ポスト、パリメトロがある。
オーベルヴィリエの失業率は高く、最悪で23.3%に達したことがある。年間所得が10,603ユーロという貧困層が多い、イル・ド・フランス地域圏有数の都市である。

## 姉妹都市
- ベイト・ヤラ、パレスチナ
- イェーナ、ドイツ
- ブーリ、モーリタニア

## 人物
出身者
- ヴィルジニー・ルドワイヤン - 女優
- マクシマン・コイーア - フィギュアスケート選手
- フォッセニ・ディアバテ - サッカー選手
- ハリソン・マンザラ - サッカー選手
- モハメド・ファレス - サッカー選手
- ユースフ・ベルケブラ - サッカー選手

ゆかりの人物
- ピエール・ルメートル - 推理作家。生まれはパリ。少年期をオーベルヴィリエとドランシー等で過ごした
- リナ・クードリ - 女優。生まれはアルジェリア・アルジェ。